# Escocia (banda)
Escocia fue una banda argentina de Heavy Metal, formada en 1987 en Barracas, Buenos Aires. Formarían parte de la escena Hard Rock & Glam Metal del rock argentino de fines de los 80. El grupo reaparecería en 2002 por un breve período, tras 7 años de separación.

## Historia
A mediados de 1987, Hugo "Brandy" y Diego Car, ambos guitarristas, comenzarían a gestar su propia banda, tiempo después se les unen amigos del barrio de Barracas, "el Chino" en bajo, Pablo Palmieri en batería, y finalmente Pablo Bruno en voz. 
Tendrían su primera presentación en el multiespacio porteño Acatraz(Aca-Traz), un 7 de julio de 1989, como invitados del grupo Roll. A partir de entonces alternarían fechas en el circuito de Pubs y pequeños Clubs nocturnos de Capital Federal.

A tan solo 6 años de la vuelta a la democracia, un 6 de diciembre de 1983, dato curioso y símbolo de las propuestas musicales de aquel momento, es que Viejas Locas(1989) debutaría en el mismo sitio un par de meses más tarde, un 2 de septiembre de 1989.

Pablo Bruno se desvincularía de Escocia a fines del 89', y a principios de 1990 comenzarían a audicionar cantantes, es así como se relacionan con Carlos "Cae" Elías. Debido a diferencias extra musicales, con esta formación solo realizarían algunas apariciones, ya que Elías emprende un nuevo proyecto e ingresaría al grupo Rocket (más tarde Bravo), en reemplazo del cantante Leo Nievas.

Al poco tiempo, David Lazar se transforma en el nuevo cantante de Escocia y continuarían con los shows en toda la Capital Federal, en sitios tales como el Teatro Arlequines, La Capilla, Halley Discotheque, Majadaonda, El Viejo Correo, New Order, Coconor, etc. 
En el transcurso de 1990 grabarían un demo en Estudios Colombia, propiedad de Oscar Mediavilla, exintegrante de la banda Hard Rock La Torre(1981). La producción estuvo a cargo del "Gitano" Daniel Herrera, por aquel entonces guitarrista de Los Guarros(1988). También participaría Mario Ian en coros, una de las figuras destacadas  de la escena argentina Glam Metal&Rock, habiendo formado parte de bandas pioneras del Rock argentino como Hellion(1981) y Alakrán(1985).

Con una propuesta por momentos denostada por parte de la "escena dura del Heavy nacional", y a pesar de los prejuicios e indiferencia, Escocia y otros exponentes de la escena glamster argentina se volverían realmente populares. Escocia sonaría con asiduidad en FM Rock&Pop(Argentina) con excelente repercusión, e incluso entre los televidentes, cuando componen la cortina musical para  Videomatch, uno de los programas de mayor índice de audiencia de aquel momento. Dicho programa en aquel 90' estaba cambiado de formato dado los picos de audiencia, y los Escocia serían la primera banda presentada por Marcelo Tinelli en su programa, hecho que se repetiría varias veces durante 1990.
 
Un demo llegaría a Charly Alberti, quien se muestra interesado por Escocia, comunicándose con la banda para trabajar juntos en una futura producción artística, hecho que se vio postergado por las obligaciones del músico con Soda Stereo(1982). 

### Una Noche Con Vos
Luego de varios conciertos en la porteña Halley Discotheque, a principios del 1991 Triton Producciones les ofrece la grabación de la primera placa. La realizan en el mes de julio en Estudios Sonovision, propiedad de Álvaro Villagra, con la producción de Diego Temprano y Anel Paz (Directores del ITMC - Instituto Tecnológico de Música Contemporánea) y el mismísimo Villagra como ingeniero de grabación.
 
En mayo, en el 7º aniversario de la Disco Halley, Escocia gana el premio "Banda revelación" entregado por Mario Pergolini. En septiembre del mismo año se edita en toda Latinoamérica y España el compilado Latinos y Metálicos, con la participación de Escocia compartiendo cartel con bandas de Colombia, España, México y Uruguay. El último álbum se termina de editar en octubre a través del Sello discográfico BMG(ex RCA Victor). Presentan el nuevo LP en Halley en Obras III, en diciembre de 1991, fecha en la que comparten escenario con las formaciones Riff(1980), Lethal(1987), Alakrán(1985) y Panzer(1987) de Chile.

A partir de entonces comenzarían con un derrotero de presentaciones en TV y Radio, que parecían indicar que Escocia se convertiría muy pronto en un icono del rock argentino. Aparecen en programas tan diversos como Jugate conmigo(1991) de Cris Morena, La TV ataca(1991) de Mario Pergolini, Estudio trece de  Canal 13, Sabados Musicales de Canal 9, Rock' n' Roll de Antonio Birabent, La Mañana de Mauro Viale, Rebelde sin pausa de  Roberto Petinatto, etc. En programas radiales de Mario Pergolini, Bobby Flores, y en la Heavy Rock&Pop de Alejandro Nagy, Douglas Vinci y Norberto "El Ruso" Verea.
 
En la encuesta anual del suplemento "SI" del diario Clarín, Escocia aparece en el tercer puesto en el rubro "mejor banda o solista nuevo".

El 22 de mayo de 1992, Escocia abre el concierto para la banda norteamericana L.A Guns(1983). Al mes siguiente, por problemas ajenos a la banda, la productora entra en crisis, y por falta de apoyo e incumplimiento de contrato, Escocia se desliga de la misma.

En 1993, David Lazar dejaría la banda e incorporan a "Rolo" Barone en voz. En los meses siguientes hay un nuevo cambio de integrantes, entraría Walter en bajo y Gabriel Marian en voz (quien luego sería cantante de Rata Blanca).  Grabarían un demo con excelente crítica y dan varios shows por Capital Federal, pero a fines del 95' la banda se separa.

### Raf-07
Luego de un distanciamiento de 7 años, volverían a reunirse en el año 2002. Después de varios shows en Capital Federal y GBA, incluido el Quilmes Rock, y con fechas confirmadas a futuro, a mediados de noviembre del 2003 la banda presentaría sorpresivamente a "Cliff" (ex-Autos Locos) como nuevo cantante, y con esta formación, un viernes 21 de noviembre se presentan en el Velódromo Municipal de Montevideo(Uruguay), junto a Attaque 77(1987), Catupecu Machu(1994), y los uruguayos Hereford(1995) y Trotsky Vengarán(1991).

El 21 de diciembre de 2003 darían un Gig en The Roxy, esta sería una de las últimas apariciones de David Lazar como frontman de la banda.

A comienzos del 2004 graban su segundo álbum, Raf-07, en Estudios El Espacio —perteneciente a Zeta Bossio, ex-Soda Stereo(1982)— con participaciones como la de Fernando Ruiz Díaz de la agrupación Catupecu Machu(1994), quien cantara como invitado en el track "vos y yo". La placa sería producida por Escocia y Zeta Bosio, bajo el Sello PopArt(ARG). En marzo publican este álbum y en medio de planificaciones y proyectos, un 14 de febrero de 2005 fallece "Brandy", guitarrista fundador de la banda. La página oficial de Escocia informaría que:

«Ante este duro golpe, la banda ha entrado en un impasse para elaborar el dolor y la perdida de un compañero, de un amigo y de una gran persona como lo fue Brandy»

## Reuniones
Luego de tres años, se presentaron en un homenaje a "Brandy", en The Roxy Pub en diciembre del 2008.

En 2012 se dan cita nuevamente, en la Fiesta Halley 2012. Aquella noche Escocia comparte escenario junto a "Cae" Elías.

## Miembros

### Última formación conocida
- Hugo/ "Brandy" - Guitarra
- Diego Car - Guitarra
- Daniel/ "Chino" - Bajo
- Pablo Palmieri/ "Paul", "Palmas" - Batería (Yulie Ruth y las Ruedas del Sur, Autos Locos, The Rey Band, Viejos Fiesteros)[18]
- Cliff - Voz (Autos Locos, Viejos Fiesteros)[18]

### Miembros anteriores
- Gabriel Marian - Voz (Rata Blanca, Mala Medicina, D'Artagnan, Jersey, Montana)
- Carlos Alfredo Elías/ "Cae" - Voz (Bravo, Rocket)
- David Lazar - Voz (Lazar)
- Pablo Bruno/ "Pollo" - Voz
- Walter - Bajo
- "Colo" - Voz
- Barone "Rolo" - Voz

## Discografía

### EP
- 1990 - Demo1 (DEMO)
- 1993 - Demo2 (DEMO)

### Álbumes
- 1991 - Una Noche Con Vos
- 2004 - Raf. 07

### Compilados
- 1991 - Latinos y Metálicos